# Buhund noruego
El Buhund noruego es una raza de perro de tipo spitz, cercano al Pastor islandés y el Jämthund.

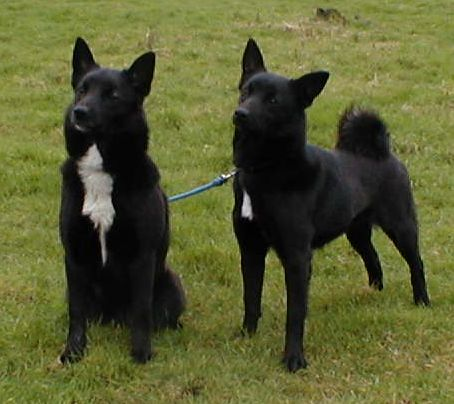
2 hembras negras de Buhund

El nombre Buhund deriva de la palabra noruega "bu", que significa granja, casa o refugio de montaña, donde el pastor vivía mientras cuidaba de su rebaño en verano. El Buhund se utiliza para todas las labores en la granja, tanto como pastor y guardian.